# Стороженко, Василий Васильевич
Василий Васильевич Стороженко (12 февраля 1897 года, хутор Каргино, Область Войска Донского, Российская империя — 1946 год, Москва, РСФСР, СССР) — генерал-майор Советской Армии, участник Великой Отечественной и Гражданской войны.

## Биография
Василий Стороженко родился  12 февраля 1897 года на хуторе Каргино (ныне — станица Каргинская Боковского района Ростовской области). В 1908 году окончил церковно-приходскую школу, после чего работал учеником приказчика в торговом доме. В мае 1916 года Стороженко был призван на службу в царскую армию, дослужился до звания младшего унтер-офицера. После Октябрьской революции был демобилизован и вернулся на родину.
Принимал активное участие в просоветских митингах. Когда в марте 1918 года атаман Фёдор Лиховидов издал распоряжение об аресте сочувствовавших Советской власти, Стороженко с несколькими товарищами был вынужден покинуть Каргинскую, и присоединиться к частям Красной Армии. Участвовал в боях Гражданской войны на Юго-Восточном и Северо-Кавказском фронтах. После окончания войны продолжил службу в армии. В 1923 году окончил Петроградскую кавалерийскую школу.
В годы Великой Отечественной войны служил начальником штаба 6-й воздушной армии (06.1942-07.1944). 30 апреля 1943 года Стороженко было присвоено звание генерал-майора авиации.
Скончался  28 апреля 1946 года, похоронен в колумбарии Новодевичьего кладбища Москвы.
Был награждён орденом Ленина, двумя орденами Красного Знамени, орденами Отечественной войны 1 степени, Красной Звезды и «Знак Почёта», рядом медалей.
Имя Василия Стороженко упоминается в романе Михаила Шолохова Тихий Дон.